# Caunes-Minervois
Caunes-Minervois är en kommun i departementet Aude i regionen Occitanien  i södra Frankrike. Kommunen ligger  i kantonen Peyriac-Minervois som ligger i arrondissementet Carcassonne. År 2022 hade Caunes-Minervois 1 571 invånare.

## Befolkningsutveckling
Antalet invånare i kommunen Caunes-Minervois
Referens: INSEE

## Galleri

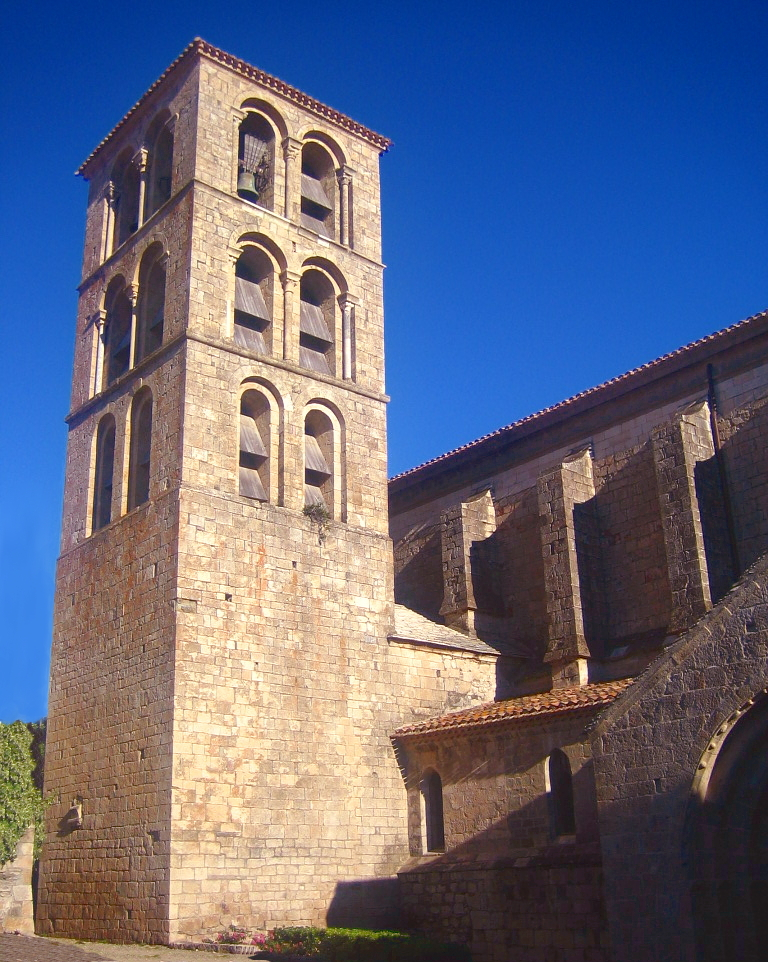
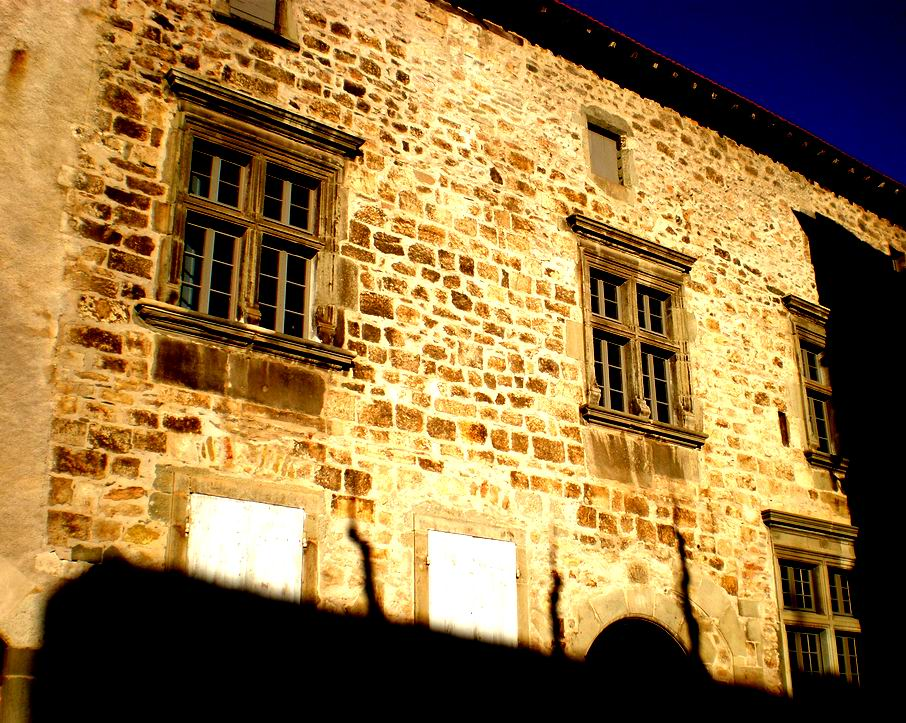
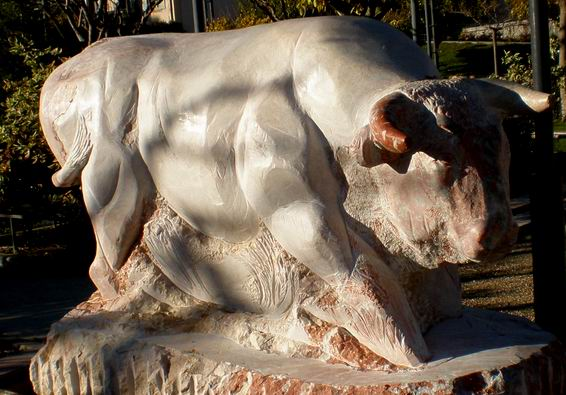